# Grubenverwalter
Der Grubenverwalter, auch Bergverwalter genannt, war ein höherer Bergwerksangestellter, der als Beauftragter eines Bergwerksbesitzers für die technische Leitung des Bergwerks zuständig war. Grubenverwalter waren in der Regel auf kleineren Stollenbergwerken tätig. Aber auch auf Tiefbauzechen, auf denen es noch keinen Direktor gab, wurden in den Anfangsjahren Grubenverwalter eingesetzt. Der Grubenverwalter bildete zusammen mit dem betriebseigenen Schichtmeister die Grubenverwaltung.

## Allgemeines und Geschichte
Bis in die erste Hälfte des 19. Jahrhunderts stand der Bergbau in Deutschland unter staatlicher Verwaltung. Zuständig für die Verwaltung der Bergwerksbetriebe war ein beim Bergamt bestellter Bergbeamter, der den Titel Bergwerksverwalter trug, in Zusammenarbeit mit dem Oberbergmeister. Als in der zweiten Hälfte des 19. Jahrhunderts im Bergbau das Inspektionsprinzip eingeführt wurde, standen die privaten Bergwerke nicht mehr unter staatlicher Verwaltung. Von diesem Zeitpunkt an waren die Bergwerksbesitzer vom Staat gesetzlich dazu verpflichtet, die betriebliche (technische) und wirtschaftliche Führung ihrer Betriebe selber zu organisieren. Während die größeren Bergwerke als technischen Leiter sehr zeitnah einen Betriebsführer einsetzten, kamen die kleineren Bergwerke nur sehr zögerlich dieser neuen Aufgabe nach. Insbesondere das Rechnungswesen überließen die Bergwerksbetreiber den bisherigen Oberschichtmeistern der Bergämter. Dies lag in erster Linie daran, dass die kaufmännische Leitung zu dieser Zeit wichtiger war als die technische Leitung. Im Laufe der zweiten Hälfte des 19. Jahrhunderts führten die Bergwerke eine eigene Grubenverwaltung ein.

## Tätigkeitsbereich und Personenkreis
Dem Grubenverwalter wurde die technische Leitung des Bergwerks übertragen. Hierzu gehörten auch administrative Aufgaben wie die Erstellung von Betriebsplänen. Als Grubenverwalter wurden in der Regel erfahrene Steiger, oder auch Gewerken, eingesetzt. Für ihre Aufgaben war es nicht erforderlich, dass sie besonders wissenschaftlich gebildet waren, sondern sie mussten in erster Linie die technischen Fertigkeiten eines erfahrenen Steigers besitzen. Da für die kaufmännische Leitung der Schichtmeister bzw. Oberschichtmeister zuständig war, mussten sie auch nicht besonders kaufmännisch geschult sein. Für die Aufgaben als Grubenverwalter reichte es aus, dass seine mathematischen und schriftlichen Kenntnisse ihn befähigten, Betriebspläne und Betriebsberichte zu erstellen.